# Géographie de l'Irak
La géographie de l'Irak est une construction relativement récente issue de la colonisation britannique.
Avant, il ne représentait qu'une province des empires qui se succédèrent au cours de l'histoire.

## Morphologie
La géographie de l'Irak est diversifiée et se divise en quatre régions principales: le désert (à l'ouest de l'Euphrate), la Haute-Mésopotamie (entre le Tigre supérieur et l'Euphrate), les montagnes du nord du Kurdistan irakien (Cheekha Dar, Halgurd), et la Basse-Mésopotamie, la plaine alluviale qui s'étend de autour de Tikrit dans le golfe Persique.
Les montagnes dans le nord-est sont une extension de l'orogenèse alpine qui s'étend vers l'est, des Balkans à travers le sud de la Turquie, le nord de l'Irak, l'Iran et l'Afghanistan, pour finalement atteindre l'Himalaya. Le désert, dans les provinces du sud et du centre, longe les frontières avec l'Arabie saoudite et la Jordanie et appartient géographiquement à la péninsule arabique.

## Climat
Les températures moyennes du pays sont les plus élevées en juillet et en août (jusqu'à 45 °C en moyenne maximale) et les plus basses en janvier (parfois au-dessous de 0 °C en moyenne minimale). Les très fortes chaleurs estivales présentes dans une grande partie du pays s'expliquent notamment par les très basses altitudes, proches du niveau de la mer à cause de la proximité avec le Golfe Persique. Or, lorsqu'on monte en altitude, l'effet rafraîchissant se fait tout de suite sentir et les températures sont beaucoup moins extrêmes et dépassent rarement les 40 °C dans les moyennes montagnes. La plupart des précipitations ont lieu de décembre à avril et apportent en moyenne entre 100 et 180 millimètres de pluie par an. La région montagneuse du nord de l'Irak reçoit des précipitations sensiblement plus élevée que les régions désertiques centrales ou du sud. Environ 90 % de la pluviométrie annuelle se situe entre novembre et avril, en revanche, les mois les plus chauds de juin, juillet et août sont très secs.
Les précipitations dans les montagnes sont plus abondantes et peuvent atteindre 1 000 millimètres par an à certains endroits, mais le terrain empêche la culture extensive. La culture sur des terrains non irriguées est limitée essentiellement aux abords des deux grands fleuves. Et même dans cette zone, une seule récolte par année peut être cultivée.
Les mois d'été sont marquées par deux sortes de phénomènes météorologiques. Le Sharqi, un vent chaud, sec et poussiéreux, avec des rafales occasionnelles de plus 80 km/h, a lieu d'avril à juin et à nouveau de septembre à novembre. Ce vent est souvent accompagné de tempêtes de poussière violentes qui peuvent s'élever à haute altitude et paralyser les aéroports pour de brèves périodes. De la mi-juin à mi-septembre, le vent dominant, appelé Shamal, souffle du nord et nord-ouest. C'est un vent régulier, l'air est chaud et très sec.
Les hautes températures, la forte insolation et l'absence de pluie qui règnent pendant une longue période estivale fait de l'Irak un pays désertique, seules quelques régions sont vertes toute l’année, par exemple, les monts Zagros, dans le nord l'Irak où l'on trouve des chênes et le sud de l'Irak où les palmiers dattiers résistent aux conditions extrêmes. Mais il est important de noter que l'aridité de l'Irak y est sensiblement inférieure aux pays de la péninsule Arabique tels que l'Arabie saoudite, le Qatar ou les Émirats arabes unis à cause des pluies hivernales plus importantes car à ce moment-là, les dépressions méditerranéennes associées au front polaire parviennent jusqu'en Irak mais moins atténuées que plus au sud.

### Sources
- (en) Cet article est partiellement ou en totalité issu de l’article de Wikipédia en anglais intitulé « Geography of Iraq » (voir la liste des auteurs).